# West Point (Géorgie)
Pour les articles homonymes, voir West Point.
West Point est une ville américaine située dans les comtés de Troup et de Harris, en Géorgie. Selon le recensement de 2020, sa population est de 3 719 habitants.